# Белков, Борис Владимирович
Борис Владимирович Белков (3 января 1914, Санкт-Петербург — 1 декабря 1994, Екатеринбург) — советский инженер, лауреат Ленинской премии.

## Биография
Окончил Ленинградский энергетический техникум по специальности техник-электрик (1933); учился в Ленинградском индустриальном институте.
В 1941—1974 гг. работал на заводе «Уралэлектротяжмаш» (Свердловск): инженер Центральной заводской лаборатории (ЦЗЛ), инженер-конструктор, начальник КБ, главный конструктор по высоковольтной аппаратуре. Руководил созданием серии воздушных выключателей на напряжение от 220 до 500 кВ.
В 1974—1988 гг. работал в отделе газовых выключателей НИИ ПО «Уралэлектротяжмаш».
Лауреат Ленинской премии (1962) — за создание комплекса высоковольтных аппаратов для линии электропередачи 500 кВ Волжской ГЭС. Награждён орденом Трудового Красного Знамени (1961), медалями.
С 1988 года — на пенсии. Скончался 1 декабря 1994 года, похоронен на Восточном кладбище Екатеринбурга.